# Новомихайловка (Переволоцький район)
Новомиха́йловка (рос. Новомихайловка) — село у складі Переволоцького району Оренбурзької області, Росія.

## Населення
Населення — 80 осіб (2010; 89 у 2002).
Національний склад (станом на 2002 рік):
- росіяни — 70 %